# Алберт Лутули
Алберт Лутули (енгл. Albert John Mvumbi Luthuli; 1898 — 21. јул 1967) је био јужноафрички активиста против апартхејда, поглавица и политичар који је служио као генерални председник Афричког националног конгреса од 1952. до своје смрти 1967.

## Биографија
Рођен је 1898. године у Билавају у хришћанској адвентистичкој цркви као најмлађи од троје деце. Вратио се у родну кућу своје породице у Гроутвил 1908. како би се школовао под бригом стрица. Након што је завршио средњу школу са дипломом учитеља постао је директор мале школе у покрајини Натал где је био једини учитељ. Влада је признала његово учење и понуђена му је стипендија за студирање на Адамс колеџу. Дипломирао је 1922. године када је радио као професор на Адамовом колеџу где је био један од првих афричких наставника. Године 1928. је постао секретар Наталног завичајног учитељског друштва, а потом и његов председник 1933. Ушао је у јужноафричку политику и започео је покрет против апартхејда 1935. године када је изабран за поглавицу резервата реке Умвоти. Придружио се Афричком националном конгресу 1944. и изабран је за покрајинског председника огранка Натал 1951. Годину дана касније, 1952, је предводио кампању у знак протеста против усвајања закона апартхејда након чега га је влада уклонила са главне позиције пошто је одбио да бира између тога да буде члан Афричког националног конгреса или поглавица у Гроутвилу. Исте године је изабран за генералног председника Афричког националног конгреса. Након Шарпвилског покоља, где је убијено шездесет и девет Африканаца, лидери Афричког националног конгреса, попут Нелсона Манделе, су веровали да организација треба да пружи оружани отпор влади. Лутули је био против употребе насиља, али како је време пролазило постепено га је прихватао. Остао је привржен ненасиљу на личном нивоу. Након четири наредбе о забрани, затварању и изгнанству његових политичких савезника и забране Афричког националног конгреса, Лутулијева моћ као генералног председника је постепено опадала. Накнадно стварање uMkhonto we Sizwe паравојног крила  Афричког националног конгреса је означио прелазак покрета против апартхејда са ненасиља на оружану борбу. Инспирисан својом хришћанском вером и ненасилним методама које је користио Махатма Ганди, Лутули је хваљен због своје посвећености ненасилном отпору против апартхејда, као и због своје визије нерасног јужноафричког друштва. Године 1961. је добио Нобелову награду за мир за вођење ненасилног покрета против апартхејда. Присталице га означавају као глобалну икону мира сличну Махатма Гандију и Мартину Лутеру Кингу од којих је овај други тврдио да је следбеник и обожавалац Лутулија. Формирао је мулти-расне савезе са Јужноафричким индијским конгресом и Јужноафричким конгресом демократа. Преминуо је 21. јула 1967. у покрајини Натал.